# Xu Haiyan
Xu Haiyan (chiń. 许海燕; ur. 24 listopada 1984) – chińska zapaśniczka w stylu wolnym. Olimpijka z Pekinu 2008, gdzie zajęła dziewiąte miejsce w kategorii 63 kg.
Cztery starty w mistrzostwach świata, srebrny medal w 2006. Złoto na igrzyskach azjatyckich w 2002 i brąz w 2006. Zdobyła dwa złote medale na mistrzostwach Azji, w 2007 i 2012. Pierwsza w Pucharze Świata w 2012 i 2013; druga w 2006 i piąta w 2001. Trzecie miejsce na uniwersyteckich MŚ w 2002. Wygrała wojskowe mistrzostwa globu w 2010 i 2014 roku